# Ugo Sartirana
Ugo Sartirana (Torino, 20 giugno 1901 – Monte Carlo, 23 giugno 1965) è stato un ingegnere e politico italiano del periodo fascista, podestà di Torino dal 1935 al 1938.

## Biografia
Nato in una famiglia di industriali, si laureò in ingegneria nel 1927 presso il Politecnico di Torino e nel 1935 fu nominato Podestà di Torino, carica che mantenne fino al 1938. Durante il suo mandato avvennero i lavori di ricostruzione della seconda sezione di via Roma (tra piazza San Carlo e piazza Carlo Felice), furono erette le statue del Po e della Dora nella attuale piazza C.L.N. e quella del Duca d'Aosta in piazza Castello.
Sposò Teresa De Vecchi, nipote di Cesare Maria De Vecchi conte di Val Cismon, da cui ebbe tre figlie, Maria Gemma (1928-2012), Ida (1930-1973) e Giovanna (1933-).
Fu squadrista e fondatore del Fascio di Rivoli nel 1921.
Nel 1938 incaricò Luciano Jona di unificare le linee tranviarie intercomunali nella società municipale SATTI.

Fu presidente dell'Aeroclub Torino dal 1934 al 1938.
Dopo l'8 settembre 1943 prese contatto con il C.L.N. di Torino, collaborando con l'organizzazione della Resistenza a Torino e nella provincia e partecipando a riunioni relative all'organizzazione delle bande partigiane in Val di Susa, 
Morì stroncato da infarto all'età di 64 anni a Monte Carlo, dove si era da parecchio tempo trasferito come amministratore delegato della Caffarel francese.